# Gods of the Earth
Gods of the Earth är det andra studioalbumet av amerikanska heavy metal-bandet The Sword. Albumet släpptes 1 april 2008.

## Låtlista
1. "The Sundering" - 2:04
2. "The Frost Giant's Daughter" - 5:02
3. "How Heavy This Axe" - 3:05
4. "Lords" - 4:58
5. "Fire Lances of the Ancient Hyperzephyrians" - 3:35
6. "To Take the Black" - 4:40
7. "Maiden, Mother & Crone" - 3:58
8. "Under the Boughs" - 4:59
9. "The Black River" - 6:12
10. "The White Sea" - 7:20
11. "[Untitled]" - 2:33